# Repo Men
Repo Men (también llamada en español Los Recolectores) es una película de ciencia ficción distópica de 2010 dirigida por Miguel Sapochnik, y protagonizada por Jude Law y Forest Whitaker. Está basada en la novela Repossession Mambo de Eric García.

## Sinopsis
Ambientada en un futuro cercano cuando los órganos artificiales se pueden comprar a crédito, la historia gira en torno a Remy (Jude Law), un hombre de espaldas anchas y una terminal en la cabeza que trabaja como repositor para un banco de órganos artificiales. En este caso, si los compradores no pagan las cuotas mensuales, Remy y su compañero Jake Freivald (Forest Whitaker) los recuperan. Jake y Remy son considerados los mejores repositores de la agencia.
Por otro lado, Remy afronta diferencias con su esposa Carol (Carice van Houten) quien lo considera un mal ejemplo para su hijo, Peter (Chandler Canterbury).

Una noche, Remy va a recuperar un corazón 2.0 portado por T-Bone (Un músico de soul del cual Remy es fanático). Mientras realiza la extracción del órgano sufre una descarga eléctrica que lo daña de manera grave, lo cual lo lleva a perder su corazón 2.0.
Luego de esto, la agencia le vende un corazón artificial para salvarle la vida, aunque Remy se niega a aceptarlo debido al riesgo que corre en caso de no poderlo pagar.
Una vez recuperado, Remy lucha por hacer frente a los pagos por el corazón que ha obtenido. Deberá tener el dinero antes que le embarguen lo comprado y, al mismo tiempo, enfrentar las fuertes diferencias con su esposa y el cambio de mentalidad acerca de su trabajo.

## Elenco
- Jude Law como Remy.

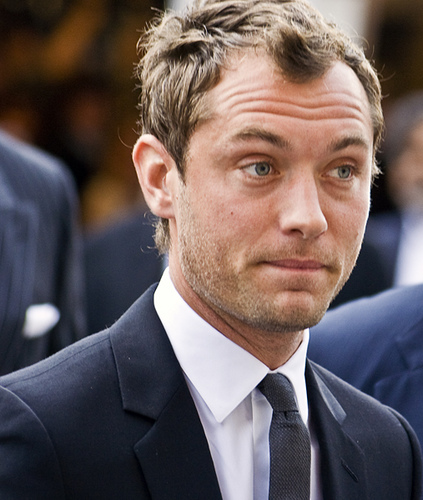
Jude Law.

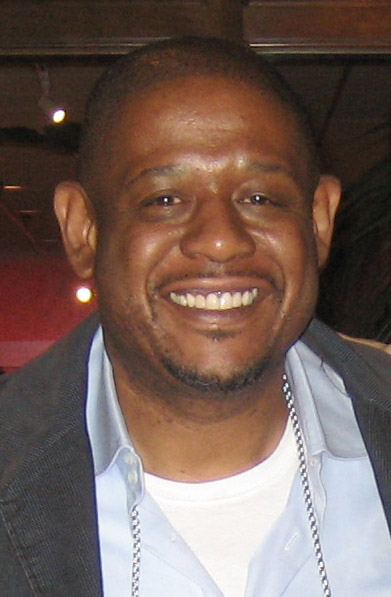
Forest Whitaker.

- Forest Whitaker como Jake Freivald.
- Carice van Houten como Carol.
- Alice Braga como Beth.
- Liev Schreiber como Frank Mercer.
- Chandler Canterbury como Peter.
- RZA como T-Bone.
- Yvette Nicole Brown como Rhodesia.
- John Leguizamo como Asbury.
- Liza Lapira como Alva.

## Producción
En 2003, los guionistas Eric García y Garrett Lerner comenzaron a colaborar con Miguel Sapochnik en un guion basado en una novela escrita por García. La novela, Repossession Mambo, fue publicada el 31 de marzo de 2009. En junio de 2007, Universal Pictures eligieron a Jude Law y Forest Whitaker para la película. La producción comenzó en septiembre de 2007.
El casting fue hecho por Mindy Marin, el diseño de producción por David Sandefur, dirección de arte por Dan Yarhi, la decoración del set por Clive Thomasson, y el diseño de vestuario por Caroline Harris. La filmación tuvo lugar en Toronto y en Ontario.
Las coreografías de lucha fueron hechas por Hiro Koda y Jeff Imada.
La música fue compuesta por Marco Beltrami.

## Lanzamiento
Fue lanzada en los cines en Estados Unidos y Canadá el 19 de marzo de 2010, al haber sido cambiada de su fecha de lanzamiento original el 2 de abril de 2010. La película fue promocionada con un cómic de siete minutos lanzada en Apple.com el 15 de marzo de 2010.
El DVD sin clasificación y Blu-ray fue lanzado el 27 de julio de 2010.